# Очеретько Олег Андрійович
Олег Андрійович Очеретько (нар. 25 травня 2003, Макіївка, Донецька область, Україна) — український футболіст, півзахисник донецького «Шахтаря», що грав в оренді за львівські «Карпати». Бронзовий призер молодіжного чемпіонату Європи 2023 у складі збірної України U-21.

## «Шахтар»
Народився в місті Макіївка Донецької області. Вихованець академії донецького «Шахтаря», в якій займався з дитячих років. У 2018 році разом за «Шахтарем U-15» став чемпіоном України, а наступного року повторив аналогічне досягнення вже з «Шахтарем U-16». Починаючи з сезону 2019/20 років виступав за молодіжну команду «гірників» (20 матчів, 3 голи). З 2019 року залучався до тренувань першої команди «Шахтаря», але через величезну конкуренцію в першій команді так і не зіграв жодного матчу.
18 вересня 2019 року дебютував в юнацькій Лізі чемпіонів у матчі проти англійського «Манчестер Сіті» (1:3).

## Оренда в «Маріуполь»
Наприкінці вересня 2020 року вирушив в 1-річну оренду до ФК «Маріуполь». Спочатку виступав за молодіжну команду клубу. 4 жовтня 2020 року вперше потрапив до заявки першої команди «городян» на матч 5-го туру Прем'єр-ліги проти ковалівського «Колосу», але просидів увесь поєдинок на лаві запасних. Дебютував у футболці «Маріуполя» 25 жовтня 2020 року в нічийному (1:1) виїзному поєдинку 7-го туру Прем'єр-ліги проти петрівського «Інгульця». Олег вийшов на поле на 63-й хвилині, замінивши Сергія Горбунова, а на 81-й хвилині отримав жовту картку. 27 листопада 2020 року у поєдинку 10-го туру проти «ФК Львів» вийшов у стартовому складі, віддав на 34-й хвилині гольову передачу на Мишньова, на 60-й забив дебютний м'яч за клуб, а на 63-й був замінений. «Маріуполь» переміг в гостях з рахунком 1:3.
Зіграв ще у 17 матчах сезону УПЛ 2020/21, 10 матчах недограного сезону 2021/22 і згодом, по закінченню оренди, повернувся до «Шахтаря».

## Повернення до «Шахтаря»
Повернувся у Шахтар перед сезоном 2022/23, 23 серпня 2022 дебютував за першу команду в офіційному матчі 1-го туру УПЛ проти «Металіста 1925» (0:0), замінивши на 76-й хвилині Івана Петряка. У 4-му турі проти одеського «Чорноморця» (2:1) замінив на 64-й хвилині Олександра Зубкова, а на 90+6-й став автором переможного голу «гірників». 14 вересня 2022 дебютував у офіційному матчі Лізі Чемпіонів проти шотландського «Селтіка» (1:1), замінивши на 78-й хвилині Георгія Судакова. Загалом у сезоні УПЛ 2022/23 зіграв 13 матчів (з яких 1 повний). Зіграв ще 3 матчі в першій половині наступного сезону і взимку був арендований «Дніпром-1» до кінця сезону.

## Оренда в «Дніпро-1»
25 лютого 2024 року дебютував за клуб, вийшовши в стартовому складі і зігравши весь перший тайм у домашньому матчі 18-го туру проти «Минаю» (1:1). 25 травня, в останньому, 30-му турі проти одеського «Чорноморця» на виїзді, оформив гол у кінці першого тайму та асист на Третьякова в середині другого, чим приніс команді перемогу з рахунком 2:0.

## Кар'єра в збірній
Наприкінці вересня 2018 року потрапив до заявки юнацької збірної України (U-16) на товариський матч проти однолітків з Бельгії, 25 вересня 2018 року дебютував у збірній вийшовши на поле в стартовому складі, але допомогти уникнути поразки українцям не зміг. У січні 2019 року разом зі збірною України U-16 виступав на Кубку розвитку. На турнірі українці виступили невдало, зазнали поразок від Болгарії, Словаччини (U-17) та Фінляндії (U-17), а також зіграла внічию з юнацькою збірною Литви (U-17). Українська команда посіла в групі останнє місце, а Олег зіграв на турнірі в 4-ох матчах (тричі виходив на поле в стартовому складі, та одного разу з лави запасних).
На початку жовтня 2019 року отримав від Олександра Петракова перший виклик до юнацької збірної України (U-17). Дебютував у збірній 11 жовтня 2019 року в переможному (5:0) товариському матчі проти однолітків з Вірменії. Очеретько вийшов на поле в стартовому складі та провів на футбольному полі 72 хвилини. Дебютним голом за юнацьку збірну України (U-17) відзначився 13 листопада 2019 року на 76-й хвилині переможного (2:0) виїзного поєдинку групового етапу кваліфікації чемпіонату Європи 2020 проти Грузії. Олег вийшов на поле в стартовому складі та відіграв увесь матч.
У жовтні 2020 року головний тренер молодіжної збірної України Руслан Ротань викликав Очеретька на матчі відбіркового турніру чемпіонату Європи 2021. Проте зіграти за молодіжку Олегу не вдалося, оскільки перед грою у Богдана В'юнника виявили COVID-19, а Очеретько був сусідом «гірника» по кімнаті. Тому гравець «Маріуполя» змушений був піти на самоізоляцію.

## Досягнення
«Шахтар»
- Чемпіон України: 2022/23
- Володар Кубка України: 2023/24

Молодіжна збірна України
- Бронзовий призер молодіжного чемпіонату Європи: 2023